# Константиновка (Единецкий район)
Константиновка (рум. Constantinovca) — село в Единецком районе Молдавии. Является административным центром коммуны Константиновка, включающей также село Якимень.

## История
В прошлом — еврейская земледельческая колония Сорокского уезда.

## География
Село расположено на высоте 196 метров над уровнем моря.

## Население
По данным переписи населения 2004 года, в селе Константиновка проживает 594 человека (284 мужчины, 310 женщин).
Этнический состав села:
| Национальность | Число жителей | Процентный состав |
| -------------- | ------------- | ----------------- |
| украинцы       | 472           | 79.46             |
| молдаване      | 103           | 17.34             |
| русские        | 14            | 2.36              |
| гагаузы        | 2             | 0.34              |
| прочие         | 3             | 0.51              |
| Всего          | 594           | 100%              |